# 祥符镇 (资阳市)
祥符镇，是中华人民共和国四川省资阳市雁江区下辖的一个乡镇级行政单位。

## 行政区划
祥符镇下辖以下地区：
祥符寺社区、团碑村、排桶村、天鹅山村、白头村、小高村、白狮村、华泉村、蛟龙村、三星桥村、桃树村、祥符村、滚水村、松树村、柏柳村和二湾村。